# Enrique I de Brunswick-Wolfenbüttel
Enrique I de Brunswick-Wolfenbüttel, llamado «el Viejo o Anciano» (en alemán: Heinrich der Ältere) (24 de junio de 1463 - cerca de Leer, Frisia oriental, 23 de junio de 1514), fue un príncipe alemán de la casa de Welf, hijo del duque Guillermo II de Brunswick-Luneburgo y de Isabel de Stolberg-Wernigerode. Desde 1491, junto con su hermano menor Erico I, fueron cogobernantes de los principados de Calenberg y de Wolfenbüttel. En 1494 ambos hermanos acordaron dividirse la herencia, correspondiéndole a Enrique I Wolfenbüttel, que rigió hasta su muerte en combate en 1514. Como todos los príncipes de Brunswick-Luneburgo, también ostentó el título de duque de Brunswick-Luneburgo (siendo Enrique IV de Brunswick-Luneburgo).

## Biografía
Enrique era el hijo mayor del duque Guillermo II de Brunswick-Luneburgo (1425-1503) y de su esposa Isabel de Stolberg-Wernigerode (1428-1520/21), hija del conde Botho de Stolberg. Miembro de la casa de Welf, recibió una educación militar y durante toda su vida fue un firme opositor de las libertades urbanas y partidario del ejercicio de la violencia soberana, en particular contra los ciudadanos de las ciudades deseosas de más libertades. Siendo muy joven dirigió varias campañas contra las ciudades de Einbeck y Hildesheim. En 1486, poco después de su matrimonio, él y el séquito armado de su suegro sitiaron la ciudad de Hannover, pero no tuvieron éxito. El 24 de noviembre de 1490, intentó un nuevo ataque sorpresa sobre Hannover, que fue frustrado por Cord Borgentrick.
Su padre, Guillermo II el Joven, decidió en 1491 compartir el poder con sus hijos, Enrique y Erico, entregándoles el principado de Wolfenbüttel, incluido del de Calenberg, conservando para sí solo el principado de Gotinga. Tres años más tarde, en 1494, los hermanos con el beneplácito de su padre acordaron dividir la herencia: Enrique recibió el principado de Wolfenbüttel, la parte oriental en torno a las residencias de Brunswick y de Wolfenbüttel, con una franja de territorio que se extendía desde Seesen sobre Gandersheim y Stadtoldendorf hasta Fürstenberg, en el suroeste. Erico recibió las propiedades de Calenberg.
En 1492, Enrique estuvo involucrado en el proceso de profanación de la hostia de Sternberg (Sternberger Hostienschänderprozess), como resultado del cual 27 judíos fueron quemados el 24 de octubre en la hoguera en Sternberg y todos los demás tuvieron que abandonar Mecklenburgo.
A partir de 1492, Enrique puso sitio a la ciudad de Brunswick durante un año y medio para hacer cumplir el pago de impuestos; el asedio terminó con un compromiso.

### Campañas militares
El 24 de noviembre de 1498, Enrique, Magnus y el padre de este último, Juan V, duque de Sajonia-Lauenburgo, se aliaron para conquistar la Tierra de Wursten, una región autónoma de facto de campesinos libres de Frisia en una marisma del estuario del Weser, bajo la influencia de señorío del principado-arzobispado de Bremen. Enrique fue obligado a enviar 3000 lansquenetes a la Tierra de Hadeln, el exclave de Lauenburgo que servía como cabeza de playa, con los lansquenetes obligados a ganar su pago saqueando a los campesinos libres de Wursten, una vez sometidos con éxito.
El 16 de noviembre, el príncipe-arzobispo Johann Rode de Bremen se había preparado para esto al concluir una alianza defensiva con Hamburgo, temiendo por su puesto militar Ritzebüttel en el Elba exterior que protegía la libre navegación desde y hacia la ciudad. Rode ganó más aliados el 1 de agosto de 1499 (ciudad de Bremen, Buxtehude, Ditmarsh y Stade), proporcionando 1300 guerreros y equipo para defender Wursten y/o invadir Hadeln, y libró una pelea preventiva contra Juan V y sus aliados el 9 de septiembre de 1499. Las fuerzas aliadas de Rode conquistaron fácilmente la Tierra de Hadeln.
El 20 de noviembre de 1499, Magnus contrató a la llamada Gran Guardia Negra de despiadados y violentos mercenarios holandeses y de Frisia Oriental, comandada por Thomas Slentz, que recuperó Hadeln a principios de 1500. A principios de diciembre de 1499, Rode se había dirigido al duque Enrique en busca de ayuda, que en realidad estaba aliado con Magnus. A cambio, Rode se ofreció a nombrar a Cristóbal, el hijo de 12 años de Enrique, como su coadjutor, un cargo que generalmente (como coadiutor cum iure succedendi), y en este caso, de hecho, implicaba la sucesión a la obispado respectivo. Esto logró exactamente las propias ambiciones expansionistas de Enrique, por lo que se convirtió a la columna de Rode.
Enrique y sus tropas persiguieron entonces a la Guardia Negra. Con la mediación de Erico I, príncipe de Calenberg, y Enrique, Rode y Magnus firmaron la paz el 20 de enero de 1500. Hadeln fue devuelto a Magnus, por lo que no hubo cambios sustanciales en comparación con el statu quo ante.
El 1 de febrero, Rode y el capítulo de la catedral de Bremen nombraron oficialmente a Cristóbal como coadjutor. Rode y el capítulo habían acordado pagar la necesaria dispensa papal de Cristóbal por el límite de edad del derecho canónico, ya que era demasiado joven para ser coadjutor, mientras que Enrique garantizaba el apoyo militar para el príncipe-arzobispo. En 1501, Enrique atacó la frisia Butjadingen, con el fin de someterla al principado-arzobispado de Bremen, pero tuvo que abortar la campaña. El 7 de mayo de 1501, el papa Alejandro VI dispensó a Cristóbal por ser menor de edad, lo que le costó a los bremianos 1500 florines renanos. Alejandro VI confirmó a Cristóbal como coadjutor con la condición de que solo ascendiera al cargo habiendo alcanzado la mayoría de edad (27 años), lo que sucedió en 1514. Sin embargo, Cristóbal asumió de facto el gobierno en 1511, después de la muerte de Rode.
En 1501, Enrique atacó al conde de Frisia Oriental Edzard Cirksena, culpable de agresión contra el arzobispado de Bremen donde su hijo Cristóbal ya era arzobispo, pero tuvo que poner fin a su campaña militar.
En 1509, Magnus y la hija de Enrique, Catalina, se casaron, lo que selló la reconciliación de Enrique y Magnus. En 1511, Enrique, junto con los demás miembros de la Casa de Brunswick-Luneburgo, ayudó a conquistar el condado de Hoya, que se había negado a reconocer a Brunswick-Luneburgo como soberano de Lieja.
Cuando estalló una nueva guerra entre el conde Edzard Cirksena y el duque Jorge de Sajonia por el feudo sajón (1514-1517), Enrique dirigió una segunda campaña militar en 1514 con un ejército de 20 000 hombres contra Cirksena que lo llevó de nuevo a Frisia Oriental. Durante el asedio de la fortaleza de Leerort (hoy parte de Leer), que solo estaba defendida por unos pocos granjeros y soldados, fue alcanzado fatalmente en la cabeza por una certero bala de cañón. Las tropas sin líder se retiraron de Frisia Oriental .
Enrique fue enterrado en Wolfenbüttel, en la iglesia de Santa María. Le sucedió en el principado de Wolfenbüttel su hijo Enrique II.

## Familia y descendencia
En agosto de 1486, Enrique I se casó con Catalina (fallecida en 1526), hija del duque Erico II de Pomerania. Nueve hijos nacieron de esta unión:
- Juan;
- Cristóbal  (1487-1558), obispo de Verden y arzobispo de Bremen;
- Catalina (1488-1563), se casó en 1509 con el duque Magnus I de Sajonia-Lauenburgo;
- Enrique II de Brunswick-Wolfenbüttel (1489-1568), duque de Brunswick-Luneburgo;
- Francisco (1492-1529), obispo de Minden;
- Jorge (1494-1566), obispo de Minden, obispo de Verden y arzobispo de Bremen;
- Erico (1500-1553);
- Guillermo (fallecido en 1557), miembro de la Orden protestante de San Juan y comendador de Mirow;
- Isabel, abadesa de Steteburg.